# Luna (Álava)
Luna es un concejo del municipio de Cuartango, en la provincia de Álava, España. 

## Subdivisiones

### Aldeas
Forman parte del concejo las aldeas de:
- Archúa  (en vasco y oficialmente Artxua)
- Arriano
- Guillarte (oficialmente Guillarte/Gibilloarrate)
- Luna

### Despoblado
Forma parte del concejo el despoblado de:
- Corcuera.[1]

## Demografía
| Gráfica de evolución demográfica de Luna entre 2000 y 2017  |
|                                                             |
| Población de derecho según los censos de población del INE. |